# 直隶审判厅旧址
直隶审判厅旧址位于中华人民共和国河北省保定市老城西北角，原本是直隶高等审判厅的办公场所，建成于1910年，是中国现存唯一清末地方审判机构建筑。这座建筑曾作为直隶高等审判分厅、河北省高等法院、河北省人民法院驻地。河北省省会迁往石家庄后，此处先后由保定市北市区政府、保定市经管干部学校、河北大学使用。2014年，直隶审判厅旧址移交保定市中级人民法院。直隶审判厅旧址是由四座二层楼房围成的回字形建筑，青砖砌成，门窗皆为拱形。2013年，直隶审判厅旧址入选第七批全国重点文物保护单位。

## 历史

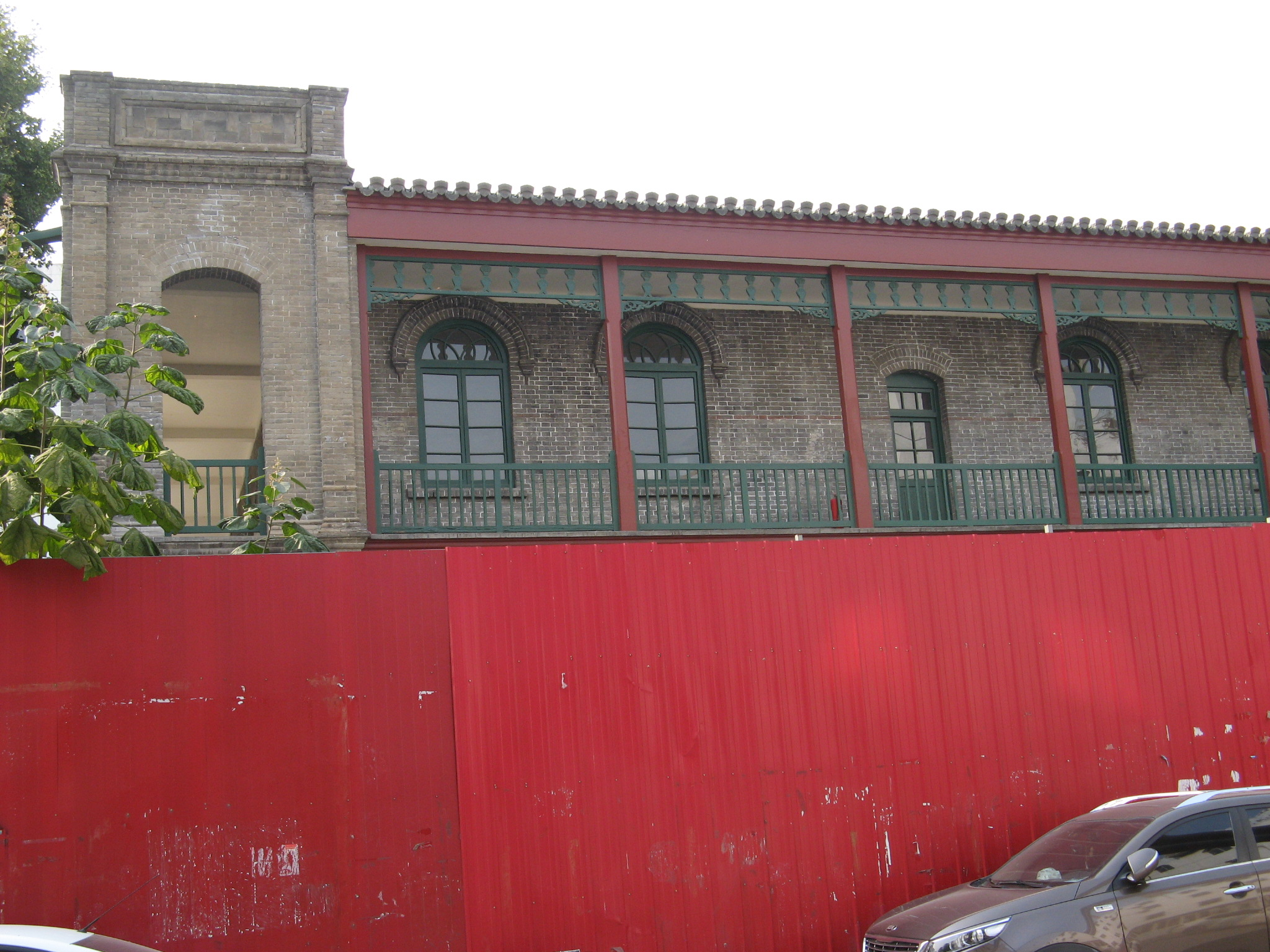
直隶审判厅旧址东立面

保定直隶审判厅旧址位于保定老城西北角法院东街、法院西街之间。清朝时，这里是一片面积超过三万平方米的空地，空地北侧建有演武厅，演武厅前设箭道，据传是武举的考场，兼供驻军操练使用。演武厅后建有关帝庙。清朝末年，朝廷推行司法改革。光绪三十二年（1906年）朝廷颁布《大理院审判编制法》，规定在地方设审判厅作为审判机构。其后，直隶总督袁世凯首先在天津试办审判厅，在天津府设直隶高等审判分厅，在天津县设天津地方审判厅。宣统元年（1909年），清廷颁布《法院编制法》，规定法院分为初等、地方、高等三级审判厅。1910年，位于保定的直隶高等审判厅正式投入使用。建筑的始建年份则有1907年、1908年、1910年等说法。当时直隶高等审判厅与直隶高等检察厅相邻，建筑格局相同，审判厅在北，检察厅在南。
1913年2月，直隶省省会迁往天津。3月，保定的直隶高等审判厅迁往天津。原在天津的直隶高等审判分厅随后迁到这里。1935年，保定成为河北省省会，河北省高等法院迁至此处。日本攻占保定后，此楼被日军白泷部队占用。日本战败后，河北省高等法院恢复在此办公。中华人民共和国成立后，这里成为河北省人民法院所在地，曾审理刘青山张子善案。文化大革命中，河北省省会迁往石家庄，直隶审判厅旧址改为保定市北市区政府办公楼。1990年代初，保定市北市区政府迁往新址。1995年，保定市经管干部学校迁入此地。后来，保定市经管干部学校并入河北大学，直隶审判厅旧址归河北大学所有。
2011年10月至2012年中，直隶审判厅经历了一次修缮。这次施工，主要修复了坍塌的屋顶和走廊上腐坏的木构件。2014年1月8日，直隶审判厅移交保定市中级人民法院管理。随后，保定市中级人民法院成立了领导小组，主管直隶审判厅修缮工程和博物馆筹建。2016年3月18日，直隶审判厅修缮保护工程开工。据报道，此次修缮旨在修旧如旧，主体工程计划在2017年8月完工；修缮后在此开办以司法、法制史为主题的博物馆。当时拟定的计划是在院内设展板，楼内设蜡像厅、文物厅、展板厅、刑罚刑具厅等。
1984年6月，直隶审判厅入选第一批保定市文物保护单位。2008年10月，直隶审判厅入选河北省文物保护单位。2013年，直隶审判厅旧址被列入第七批全国重点文物保护单位。

## 建筑
直隶审判厅旧址是中国现存唯一清末地方审判机构建筑，占地面积约为4300平方米，建筑面积2770平方米。直隶审判厅坐北朝南，沿中轴线对称布局，由南楼、北楼、东配楼、西配楼相连围成一个回字形的天井。四座楼均为两层，除北楼仅前面出廊，南楼、东西配楼均为前后出廊。四座楼相连处设有通道连通院内外，还设有楼梯。四座楼为青砖砌成，门、窗均为拱形。

## 備註
1. ↑  文化大革命中河北省省会迁往石家庄后，直隶高等检察厅旧址成为保定市供销社、保定市蔬菜公司办公场所，后来由保定市回收公司使用。1996年旧城改造工程中，检察厅建筑被拆掉。[9][10][11]
2. ↑  直隶高等审判厅迁往天津三马路原直隶高等审判分厅所在，后来改名河北省高等法院。1937年7月底，位于天津的这座建筑被日军炸毁。[6]
3. ↑  文献记载不一。《保定市志》载日本陆军第110师团第110步兵团即白泷部队，1942年4月进驻保定，司令部设在直隶审判厅旧址。[14]据《抗日战争时期的侵华日军》，白泷部队由第110步兵团团长白泷理四郎指挥，以四个步兵大队为基干，曾参与1942年5月至6月的冀中“五一”扫荡。[15]据第110师团师团长林芳太郎、参谋长中村三郎回忆，白泷部队由第110师团和第26师团抽出的部队编成。[16]据《保定市北市区志》，直隶审判厅（方志出版时为法院街42号）同时驻有日军田中部队、白龙部队，田中为中将，白龙是田中的属下。[17]《保定市北市区地名志》称白龙部队是日军攻占保定后建立的最高司令部，统管华北日军，长官为田中少将（后升为中将），因此常被称作田中部队。[18]还有资料称白龙部队是日军的后勤机关。[11]据日本《陆军异动通报》，此人名为白泷理四郎（旧字体）[19]。
4. ↑  据《保定市北市区志》、《中共保定党史大事记 1979-1999》等资料，首批保定市文物保护单位共17处，《中共保定党史大事记 1979-1999》列出的17处并没有直隶审判厅。[23][24]但是，直隶审判厅旧址外立有“保定市文物保护单位”石碑，显示其于1984年6月1日入选市级文物保护单位。